# Nationalratswahl in der Slowakei 2006
- Smer: 50
- SNS: 20
- HZDS: 15
- SDKÚ: 31
- SMK: 20
- KDH: 14

Die vorgezogene Parlamentswahl in der Slowakei 2006 zum Nationalrat fand am 17. Juni 2006 statt. Es waren 150 Sitze zu vergeben. Es war die vierte Nationalratswahl seit der slowakischen Unabhängigkeit 1993.
Die linkspopulistische Partei Smer-SD ging mit 29 % und einem Drittel der Sitze als Sieger aus der Wahl hervor. Die seit 1992 erstplatzierte Mečiar-Partei ĽS-HZDS erlitt erneut starke Stimmenverluste und erreichte nur noch knapp 9 % der Stimmen. Die bisher regierenden bürgerlichen Parteien konnten ihre Mehrheit nicht halten, da eine der Koalitionsparteien, die Allianz des neuen Bürgers (ANO), an der 5 %-Hürde scheiterte und sie im Endergebnis nur 65 Sitze erhielten. Einen massiven Zuwachs konnten hingegen die slowakischen Nationalisten der SNS verzeichnen.
Die neue Regierung unter Robert Fico entstand 17 Tage nach der Wahl, politisch folgte eine linksnationale Neuausrichtung des Landes.

## Vorgeschichte
Die seit 2002 regierende zweite Regierung von Mikuláš Dzurinda bekam schon 2005 Probleme, als die Allianz des neuen Bürgers (Aliancia nového občana, ANO) und ein Teil der Abgeordneten der SDKÚ-DS die bürgerliche Koalition wegen Streitigkeiten verließen. Dies führte zu einer 10 Tage dauernden Parlamentskrise im September 2005. Im Februar 2006 schied auch die KDH nach einem Streit über Nachträge als Teil eines internationalen Vertrags zwischen der Slowakei und dem Vatikan aus. Damit wurden vorgezogene Neuwahlen notwendig; anstatt des geplanten regulären Termins (16. September 2006) musste die Wahl somit am 17. Juni 2006 abgehalten werden.

## Wahlsystem
Der Nationalrat wurde nach dem Verhältniswahlverfahren gewählt. Es gab eine Sperrklausel von 5 % für einzelne Parteien, für eine Koalition von zwei bis drei Parteien 7 % und für vier und mehr Parteien 10 %. Die Legislaturperiode betrug 4 Jahre.

## Wahlwerbende Parteien und Kandidaten
Es stellten sich 21 politische Parteien mit insgesamt 2352 Kandidaten den 4,27 Mio. slowakischen Wahlberechtigten.

### Richtung – Sozialdemokratie (Smer-SD)

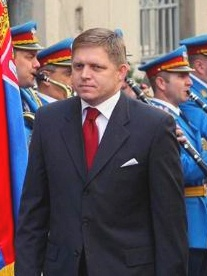
Robert Fico (2008), Parteivorsitzender von Smer-SD und damaliger künftiger Premierminister

Die sozialdemokratische Smer-SD unter Führung von Robert Fico wandte sich strikt gegen den Reformkurs der bisher regierenden Koalition. Einzelne Maßnahmen sollten wieder rückgängig gemacht werden. Zudem war eine Progression im Steuersystem vorgesehen. Das Wirtschaftswachstum sollte weitergehen, aber so, dass es auch den Armen und nicht ausschließlich den Reichen zugutekam.

### Slowakische Demokratische und Christliche Union – Demokratische Partei (SDKÚ-DS)
Die bisher mitregierende liberal-konservative SDKÚ-DS mit Premier Mikuláš Dzurinda wollte den bereits begonnenen Reformkurs fortsetzen. Die Slowakei sollte mit einer wissensbasierten Wirtschaft weiterentwickelt werden. Ihre Hauptthemen in der kommenden Legislaturperiode waren Bildung, Gerechtigkeit und Sicherheit. Ebenso waren Bürokratieabbau und eine weitere Reduktion der Lohnnebenkosten vorgesehen.

### Slowakische Nationalpartei (SNS)
Die nationalistische SNS mit Ján Slota an der Parteispitze setzte sich unter anderem für die Wiedereinführung der Todesstrafe ein. Sie konstatierte die „Okkupation der Slowakei durch Ungarn“ und wollte nicht anpassungsfähigen Roma-Eltern das Sorgerecht für ihre Kinder entziehen. Sie positionierte sich klar gegen die ungarische Minderheit. Ihr Programm zielte vor allem auf die Protestwähler und die sogenannten "einfachen Leute" ab.

### Partei der ungarischen Koalition (SMK-MKP)
Die christdemokratische SMK-MKP setzte sich für ein gemäßigtes, vor allem regional-politisch akzentuiertes Minderheitenprogramm für die in der Südslowakei lebenden Ungarn ein. Unter dem Vorsitzenden Béla Bugár gehörte sie auf gesamtslowakischer Ebene zu den wichtigsten liberalen Reformkräften.

## Umfragen
| Partei                 | Partei   | Wahl 2002 | Umfragen  | Umfragen  | Umfragen  | Umfragen  | Umfragen  | Umfragen  | Umfragen |
| Partei                 | Partei   | Wahl 2002 | Okt. 2005 | Nov. 2005 | Dez. 2005 | Feb. 2006 | Mär. 2006 | Apr. 2006 | Mai 2006 |
| ---------------------- | -------- | --------- | --------- | --------- | --------- | --------- | --------- | --------- | -------- |
|                        | ĽS-HZDS  | 19,50     | 10,9      | 9,4       | 10,8      | 11,4      | 11,5      | 12,1      | 11,1     |
|                        | SDKÚ-DS  | 15,09     | 8,1       | 8,3       | 8,5       | 8,7       | 7,5       | 8,1       | 9,5      |
|                        | Smer-SD  | 13,46     | 33,0      | 35,7      | 31,8      | 31,8      | 32,4      | 32,6      | 31,7     |
|                        | SMK-MKP  | 11,16     | 9,5       | 10,9      | 9,9       | 10,3      | 11,1      | 9,3       | 9,8      |
|                        | KDH      | 8,25      | 10,9      | 8,2       | 10,2      | 10,3      | 10,2      | 9,8       | 9,7      |
|                        | ANO      | 8,01      | 3,8       | 2,2       | 3,0       | 1,5       | 2,3       | 2,6       | 3,4      |
|                        | KSS      | 6,32      | 8,2       | 6,3       | 7,6       | 7,0       | 5,0       | 6,4       | 5,5      |
|                        | SNS      | 3,32      | 7,5       | 8,1       | 6,9       | 8,1       | 8,7       | 8,5       | 8,1      |
|                        | HZD      | 3,28      | 1,9       | 2,0       | 2,7       | 1,5       | 2,9       | 2,3       | 2,2      |
|                        | SF       | Neu       | 4,7       | 6,3       | 6,0       | 7,6       | 6,6       | 6,4       | 6,0      |
|                        | Sonstige | –         | 1,5       | 2,5       | 2,6       | 1,8       | 1,7       | 1,8       | 3,0      |
| Quelle: FOCUS Research |          |           |           |           |           |           |           |           |          |

## Wahl
Die Wahlbeteiligung betrug 54,67 % und setzte damit den Abwärtstrend der vergangenen Wahljahre fort. Somit machte nur jeder Zweite von seinem Stimmrecht Gebrauch.
Im Gegensatz zu den früheren Nationalratswahlen konnten auch Wähler im Ausland per Post wählen (Briefwahl) und statt zwei Wahltage es gab nur noch einen.

### Wahlergebnis
Die Wahl endete mit einem deutlichen Sieg der Partei Smer-SD, welche somit ganze 50 Mandate erhielt, doppelt so viele wie 2002. Die ein Jahr zuvor wiedervereinigte Slowakische Nationalpartei (SNS) konnte 20 Mandate holen und zog nach vier Jahren wieder in den Nationalrat ein. Die bürgerlichen Parteien Slowakische Demokratische und Christliche Union – Demokratische Partei (SDKÚ-DS), Partei der ungarischen Koalition (SMK-MKP) und Christlich-demokratische Bewegung (KDH) blieben relativ stabil, aber die Allianz des neuen Bürgers (ANO) scheiterte an der 5 %-Hürde, so dass die alte Koalition nicht mehr erneuert werden konnte. Auch das von ehemaligen Mitgliedern der SDKÚ-DS gegründete Freie Forum blieb erfolglos. Obwohl die Volkspartei – Bewegung für eine demokratische Slowakei (ĽS-HZDS) später Teil der neuen Koalition wurde, erlitt sie die höchsten Verluste (21 Mandate weniger als 2002) und führte den Abwärtstrend fort. Die Kommunisten mussten den Nationalrat nach vier Jahren wieder verlassen.
| Partei                                              | Partei                                                                           | Stimmen   | Stimmen | Stimmen | Sitze  | Sitze |
| Partei                                              | Partei                                                                           | Anzahl    | %       | +/−     | Anzahl | +/−   |
| --------------------------------------------------- | -------------------------------------------------------------------------------- | --------- | ------- | ------- | ------ | ----- |
|                                                     | Richtung – Sozialdemokratie (Smer-SD)                                            | 671.185   | 29,14   | +15,68  | 50     | +25   |
|                                                     | Slowakische Demokratische und Christliche Union – Demokratische Partei (SDKÚ-DS) | 422.815   | 18,35   | +3,26   | 31     | +3    |
|                                                     | Slowakische Nationalpartei (SNS)                                                 | 270.230   | 11,73   | +8,51   | 20     | +20   |
|                                                     | Partei der ungarischen Koalition (SMK-MKP)                                       | 269.111   | 11,68   | +0,52   | 20     | —     |
|                                                     | Volkspartei – Bewegung für eine demokratische Slowakei (ĽS-HZDS)                 | 202.540   | 8,79    | −10,71  | 15     | −21   |
|                                                     | Christlich-demokratische Bewegung (KDH)                                          | 191.443   | 8,31    | +0,06   | 14     | −1    |
|                                                     | Kommunistische Partei der Slowakei (KSS)                                         | 89.418    | 3,88    | −2,44   | —      | −11   |
|                                                     | Freies Forum (SF)                                                                | 79.963    | 3,47    | Neu     | —      | Neu   |
|                                                     | Allianz des neuen Bürgers (ANO)                                                  | 32.775    | 1,42    | −6,59   | —      | −15   |
|                                                     | Hnutie za demokraciu (HZD)                                                       | 14.728    | 0,63    | −2,65   | —      | —     |
|                                                     | Hoffnung                                                                         | 14.595    | 0,63    | Neu     | —      | Neu   |
|                                                     | Block der Linken (ĽB)                                                            | 9.174     | 0,39    | +0,17   | —      | —     |
|                                                     | Arbeiterassoziation der Slowakei (ZRS)                                           | 6.864     | 0,29    | −0,25   | —      | —     |
|                                                     | Konservative Bürgerpartei (OKS)                                                  | 6.262     | 0,27    | −0,05   | —      | —     |
|                                                     | Slowakische Nationalkoalition – Slowakische Gegenseitigkeit (SLNKO)              | 4.016     | 0,17    | Neu     | —      | Neu   |
|                                                     | Slowakische Volkspartei (SĽS)                                                    | 3.815     | 0,16    | Neu     | —      | Neu   |
|                                                     | Agrar- und Entwicklungspartei (ASV)                                              | 3.160     | 0,13    | Neu     | —      | Neu   |
|                                                     | Slowakischer Wohlstand (PS)                                                      | 3.118     | 0,13    | Neu     | —      | Neu   |
|                                                     | Partei der demokratischen Linken (SDĽ)                                           | 2.906     | 0,12    | −1,24   | —      | —     |
|                                                     | Mission 21 – Neue Christdemokratie (MISIA 21)                                    | 2.523     | 0,10    | Neu     | —      | Neu   |
|                                                     | Partei der bürgerlichen Solidarität (S.O.S.)                                     | 2.498     | 0,10    | Neu     | —      | Neu   |
| Gesamt                                              | Gesamt                                                                           | 2.303.139 | 100,00  |         | 150    |       |
| Gültige Stimmen                                     | Gültige Stimmen                                                                  | 2.303.139 | 98,70   | −0,10   |        |       |
| Ungültige Stimmen                                   | Ungültige Stimmen                                                                | 32.778    | 1,30    | +0,10   |        |       |
| Wahlbeteiligung                                     | Wahlbeteiligung                                                                  | 2.335.917 | 54,67   | −15,39  |        |       |
| Nichtwähler                                         | Nichtwähler                                                                      | 1.939.600 | 45,33   | +15,39  |        |       |
| Wahlberechtigte                                     | Wahlberechtigte                                                                  | 4.272.517 |         |         |        |       |
| Quelle: Statistisches Amt der Slowakischen Republik |                                                                                  |           |         |         |        |       |